# Fred Boot
Fred Boot (Groningen, 1965) is een Nederlandse marketeer en theaterproducent. 

## Carrière
Boot studeerde communicatiekunde aan de Universiteit Utrecht. Hij verzorgde vanaf 1991 bij Joop van den Ende Theaterproducties publiciteit en marketing voor meer dan twintig musicals, vijftien toneelstukken en een aantal revues, shows, cabaretvoorstellingen en buitenlandse producties.
Daarnaast was Boot verantwoordelijk voor de corporate communicatie van het bedrijf Stage Holding en hij was pr-man voor de buitenlandse (co)producties, waaronder 'The Phantom of the Opera', 'Cats' en 'Les Misérables' in België, The Who's 'Tommy' in Londen en onder meer voor 'Cyrano', 'Victor Victoria', 'Titanic' en 'Footloose' in New York. In die hoedanigheid werkte hij samen met theater- en televisieproducent Robin de Levita.
Boot begon in 1999 met Daniel Koefoed het managementbureau Montecatini Talent Agency. Vanuit dat bedrijf was hij productioneel in verschillende functies betrokken bij onder meer 'Love me just a little bit more', 'Rocky over the Rainbow', 'La Vie Parisienne' en 'A Tribute to the Blues Brothers'. Met stichting De Praktijk produceerde hij het toneelstuk 'Hurly Burly'. Eind 2003 begon hij met de voorbereidingen voor de musical 'Soldaat van Oranje', die op 30 oktober 2010 in première ging.
Boot is directeur van NEW Productions, dat hij met zijn partners in Montecatini Talent Agency en Amerborgh Nederland heeft opgericht. In 2011 bracht NEW Productions in samenwerking met Mark van Ierssel de theatervoorstelling 'Het Mooiste van Sesamstraat' naar de theaters.

## Onderscheiding
In 2018 werd Boot vanwege zijn langjarige productie van de musical Soldaat van Oranje als ridder opgenomen in de Orde van Oranje-Nassau. 